# Eupithecia zygadaeniata
Eupithecia zygadaeniata är en fjärilsart som beskrevs av Alpheus Spring Packard 1876. Eupithecia zygadaeniata ingår i släktet Eupithecia och familjen mätare. Inga underarter finns listade i Catalogue of Life.